# Prodasineura hyperythra
Prodasineura hyperythra är en trollsländeart som först beskrevs av Selys 1886.  Prodasineura hyperythra ingår i släktet Prodasineura och familjen Protoneuridae. Inga underarter finns listade i Catalogue of Life.